# جاك دويلون
جاك دويلون (بالفرنسية: Jacques Doillon)‏ (مواليد 15 مارس 1944 في باريس)، هو مخرج فرنسي بدأ نشاطه سنة 1969.

## وصلات خارجية
- جاك دويلون على موقع IMDb (الإنجليزية)
- جاك دويلون على موقع ميتاكريتيك (الإنجليزية)
- جاك دويلون على موقع روتن توميتوز (الإنجليزية)
- جاك دويلون على موقع مونزينجر (الألمانية)
- جاك دويلون على موقع ألو سيني (الفرنسية)
- جاك دويلون على موقع أول موفي (الإنجليزية)
- جاك دويلون على موقع قاعدة بيانات الأفلام السويدية (السويدية)
- جاك دويلون على موقع قاعدة بيانات الفيلم (الإنجليزية)
- جاك دويلون على موقع كينوبويسك (الروسية)